# PSV in het seizoen 2010/11
Het seizoen 2010/2011 is het 97e jaar in het bestaan van PSV. De Eindhovense voetbalclub nam in deze jaargang voor het 55e opeenvolgende jaar deel aan de Eredivisie en aan de toernooien om de KNVB beker en de Europa League.

## Voorbeschouwing
PSV begon het seizoen 2010/11 met voor het eerst in de clubgeschiedenis niemand met een Philips-verleden in een van de blikvangende organisatorische functies. Tiny Sanders volgde Jan Reker op als algemeen directeur, Marcel Brands verving Adrie van Kraaij als technisch manager en vanaf 1 juli 2010 werd Frits Schuitema opgevolgd door voormalig Bavaria-directeur Peter Swinkels als president-commissaris. Daarnaast traden oud-doelman Hans van Breukelen en voormalig Sport 7- en Holland Casino-directeur Henk Kivits toe tot de Raad van commissarissen. Van Breukelen nam daarmee de stoel in bestemd voor een vertegenwoordiger van de vereniging PSV, die enkele jaren niet werd gevuld.

### Transfers
Voor recente transfers bekijk: Lijst van Eredivisie transfers zomer 2010/11

De eerste speler die trainer Fred Rutten toevoegde aan zijn selectie voor zijn tweede contractjaar was Atiba Hutchinson. De Canadees had zijn contract bij het Deense FC Kopenhagen niet verlengd en kwam transfervrij over. De contracten van André Ooijer en Andy van der Meyde werden niet verlengd en konden dus een transfervrije overstap maken. Met de overgang van Dirk Marcellis naar directe concurrent AZ werd een korting groot € 2.000.000 bedongen op de transfersom voor Jeremain Lens. Een simpele rekensom leert dus dat voor Lens eigenlijk € 6.100.000 werd betaald. Bas Roorda stopte met voetballen. Op 8 juli tekende Marcelo een contract dat hem tot de zomer van 2013 aan PSV zou verbinden, met een optie voor nog twee extra seizoenen. Met de overgang van de verdediger van het Poolse Wisła Kraków naar PSV was omstreeks € 2.500.000,- euro gemoeid. Mike Zonneveld tekende op 9 juli een tweejarig contract bij AEL Limassol. Het is vooralsnog niet bekend of er een transfersom werd ontvangen. 15 juli werd bekend dat Reimond Manco, na een eerdere mislukte poging, toch verkocht is aan Juan Aurich. Hij heeft een contract getekend tot 1 juli 2013. Ook omtrent de transfer van Manco zijn transferbedragen nog onbekend. 16 juli was een drukke dag. Niet alleen kreeg Jonathan Reis een nieuw contract voorgeschoteld, ook werd bekend dat aanvoerder Timmy Simons de club ging verlaten. Hij verkast voor twee seizoenen naar voorbereidingsopponent 1.FC Nürnberg. Wel is hij ná zijn actieve voetballoopbaan welkom bij PSV in een andere functie. Naar verluidt werd € 500.000 voor hem ontvangen. 17 juli, de dag van de "PSV seizoen kick-off", werd bekend dat de club de Zweed Marcus Berg op huurbasis overnam van het Duitse HSV. Na bijna anderhalve maand radiostilte op het transfergebied was er op 27 augustus een nieuw bericht: Carlos Salcido vertrekt naar Fulham, uitkomende in de Premier League. 2 dagen later werd bekend dat Wilfred Bouma toch voor PSV koos en zich voor 2 jaar aan de club verbond. Op 1 oktober 2010 contracteerde PSV de sinds de zomer clubloze Belgische keeper Bram Castro, voor de duur van één seizoen. Dit na de langdurige blessure van derde keeper en jeugdproduct Jeroen Zoet. Na de winterstop kwam de 19-jarige Braziliaan Gerson op huurbasis over van Botafogo FR.
Beschouwde periode: 1 januari 2010 - 31 december 2010.

#### Ingaand
| Nummer PSV | Speler           | Vorige club         | Datum          | Soort                | Contract per   | Bedrag      | Contract tot | Optie       |
| ---------- | ---------------- | ------------------- | -------------- | -------------------- | -------------- | ----------- | ------------ | ----------- |
| 2          | Marcelo          | Wisła Kraków        | 8 juli 2010    | Overname             | 8 juli 2010    | € 2.500.000 | 1 juli 2013  | 1 juli 2015 |
| 5          | Jagoš Vuković    | FK Rad              | 9 april 2010   | Definitieve overname | 1 juli 2010    | € 1.200.000 | 1 juli 2013  | 1 juli 2015 |
| 6          | Marcus Berg      | HSV                 | 17 juli 2010   | Huur                 | 21 juli 2010   | € 1.000.000 | 1 juli 2011  | -           |
| 9          | Jeremain Lens    | AZ                  | 1 juni 2010    | Overname             | 1 juli 2010    | € 5.000.000 | 1 juli 2015  | -           |
| 13         | Atiba Hutchinson | FC Kopenhagen       | 22 april 2010  | Aantrekking          | 1 juli 2010    | -           | 1 juli 2013  | -           |
| 16         | Stef Nijland     | Willem II (huur)    | N.v.t.         | Einde huur           | N.v.t.         | -           | 1 juli 2013  | -           |
| 18         | Wilfred Bouma    | Aston Villa         | 29 aug. 2010   | Aantrekking          | 30 aug. 2010   | -           | 1 juli 2012  | -           |
| 30         | Jonathan Reis    | PSV                 | 17 juli 2010   | Aantrekking          | 17 juli 2010   | -           | 1 juli 2011  | 1 juli 2014 |
| 61         | Bram Castro      | Roda JC             | 1 oktober 2010 | Aantrekking          | 1 oktober 2010 | -           | 1 juli 2011  | -           |
| --         | Género Zeefuik   | FC Dordrecht (huur) | N.v.t.         | Einde huur           | N.v.t.         | -           | 1 juli 2011  | -           |
| Subtotaal  | Subtotaal        | Subtotaal           | Subtotaal      | Subtotaal            | Subtotaal      | € 9.800.000 |              |             |

#### Uitgaand
| Nummer PSV | Speler             | Nieuwe club           | Datum         | Soort                 | Contract per | Bedrag      | Contract tot | Optie  |
| ---------- | ------------------ | --------------------- | ------------- | --------------------- | ------------ | ----------- | ------------ | ------ |
| 3          | Carlos Salcido     | Fulham                | 27 aug. 2010  | Overname              | 27 aug. 2010 | € 2.000.000 | 1 juli 2013  | -      |
| 6          | Timmy Simons       | 1.FC Nürnberg         | 16 juli 2010  | Overname              | 17 juli 2010 | € 500.000   | 1 juli 2012  | -      |
| 8          | Andy van der Meyde | gestopt               | 25 mei 2010   | Einde contract        | 1 juli 2010  | -           | gestopt      | N.n.b. |
| 9          | Danko Lazovic      | Zenit Sint Petersburg | 3 maart 2010  | Overname              | 3 maart 2010 | € 5.000.000 | 1 juli 2013  | -      |
| 19         | Steve Olfers       | Qäbälä PFK            | 30 juni 2010  | Einde overeenkomst    | 31 aug. 2010 | -           | 1 juli 2012  | -      |
| 21         | Bas Roorda         | gestopt               | 26 maart 2010 | Einde voetbalcarrière | 1 juli 2010  | -           | gestopt      | N.v.t. |
| 23         | André Ooijer       | Ajax                  | 19 mei 2010   | Einde contract        | 1 juli 2010  | -           | 1 juli 2011  | -      |
| 24         | Dirk Marcellis     | AZ                    | 4 juni 2010   | Overname              | 1 juli 2010  | € 2.000.000 | 1 juli 2014  | -      |
| 17         | Reimond Manco      | Juan Aurich           | 15 juli 2010  | Definitieve overname  | 15 juli 2010 | N.n.b.      | 1 juli 2013  | -      |
| 25         | Mike Zonneveld     | AEL Limassol          | 9 juli 2010   | Overname              | 9 juli 2010  | N.n.b.      | 1 juli 2012  | -      |
| Subtotaal  | Subtotaal          | Subtotaal             | Subtotaal     | Subtotaal             | Subtotaal    | € 9.500.000 |              |        |

#### Transfersaldo
| Post                          | Bedrag      |
| ----------------------------- | ----------- |
| Subtotaal ingaande transfers  | € 9.800.000 |
| Subtotaal uitgaande transfers | € 9.500.000 |
| Saldo transfers               | - € 300.000 |

### Mutaties rugnummers
| Rugnummer | Vorige speler (2009/2010) | Noot                                           | Nieuwe speler (2010/2011) |
| --------- | ------------------------- | ---------------------------------------------- | ------------------------- |
| 2         | Jan Kromkamp              | Rugnummer vrij na verplaatsing Kromkamp.       | Marcelo                   |
| 3         | Carlos Salcido            | Rugnummer vrij na vertrek Salcido.             | -                         |
| 6         | Timmy Simons              | Rugnummer vrij na vertrek Simons.              | Marcus Berg               |
| 8         | Andy van der Meyde        | Rugnummer vrij na vertrek Van der Meyde.       | Orlando Engelaar          |
| 9         | Danko Lazovic             | Rugnummer vrij na vertrek Lazovic.             | Jeremain Lens             |
| 13        | -                         | Rugnummer vrij na vertrek Brechét.             | Atiba Hutchinson          |
| 16        | -                         | Terugkeer Nijland na verhuurperiode.           | Stef Nijland              |
| 18        | Orlando Engelaar          | Rugnummer vrij na nieuw nummer Engelaar.       | Wilfred Bouma             |
| 19        | Steve Olfers              | Rugnummer vrij na vertrek Olfers.              | -                         |
| 21        | Bas Roorda                | Rugnummer vrij na voetbalpensioen Roorda.      | -                         |
| 23        | André Ooijer              | Rugnummer vrij na vertrek Ooijer.              | Funso Ojo                 |
| 24        | Dirk Marcellis            | Rugnummer vrij na vertrek Marcellis.           | Zakaria Labyad            |
| 30        | -                         | Rugnummer vrij, vorig seizoen geen drager.     | Jonathan Reis             |
| 36        | Funso Ojo                 | Rugnummer vrij na nieuw nummer Ojo.            | -                         |
| 42        | Jonathan Reis             | Rugnummer vrij na ontslag Reis (januari 2010). | -                         |
| 61        | -                         | Rugnummer vrij, vorig seizoen geen drager.     | Bram Castro               |

## Resultaten

### Voorbereiding
Op woensdag 23 juni werden er keuringen gehouden en op donderdag 24 juni had hoofdcoach Fred Rutten met zijn selectie op De Herdgang de eerste training van het nieuwe seizoen. Twee dagen later, 26 juni, al was de eerste vriendschappelijke wedstrijd, tegen de amateurs van Bergeijk (7-0-overwinning). Maandag 28 juni werd gespeeld tegen de amateurs van Brabantia, resulterende in een 9-0-overwinning. Op woensdag 30 juni speelde PSV tegen de amateurs van Taxandria (8-0) en zaterdag 2 juli is Geldrop/Houta Bouw de tegenstander (12-0). Dinsdag 6 juli was het eerste duel met een profclub, tegen FC Den Bosch. Een week later, op 13 juli, werd geoefend tegen de stadsgenoten van FC Eindhoven. Vervolgens was Ipswich Town op 17 juli te gast bij PSV, en de sparringspartner op 20 juli was Sint Truiden. 1. FC Nürnberg werd op 24 juli aangedaan, terwijl Newcastle United een week later de oefencampagne afsloot. Deze laatste wedstrijd was georganiseerd ter ere van de op 31 juli 2009 overleden Bobby Robson, oud-trainer van onder meer PSV en Newcastle United.
| Datum        | Thuis              | Score | Score | Score | Uit          | Doelpunten PSV                                                                     |
| ------------ | ------------------ | ----- | ----- | ----- | ------------ | ---------------------------------------------------------------------------------- |
| 26 juni 2010 | RKVV Bergeijk      | 0     | -     | 7     | PSV          | Koevermans, Nijland, Reis (2), Simons, Sabajo                                      |
| 28 juni 2010 | RKVV Brabantia     | 0     | -     | 9     | PSV          | Dzsudzsák, Koevermans, Labyad, Nijland, Reis, Ritzmaier, Toivonen (3)              |
| 30 juni 2010 | RKSV Taxandria     | 0     | -     | 8     | PSV          | Amrabat, Engelaar, Koevermans, Labyad, Nijland, Reis, Toivonen (2)                 |
| 2 juli 2010  | Geldrop/Houta Bouw | 0     | -     | 12    | PSV          | Amrabat, Dzsudzsák (2), Labyad, Lens, Nijland (2), Pieters (2), Reis (2), Toivonen |
| 6 juli 2010  | FC Den Bosch       | 1     | -     | 4     | PSV          | Amrabat, Lens (2), Reis                                                            |
| 13 juli 2010 | FC Eindhoven       | 2     | -     | 3     | PSV          | Amrabat, Reis, Toivonen                                                            |
| 17 juli 2010 | PSV                | 1     | -     | 0     | Ipswich Town | Koevermans                                                                         |
| 20 juli 2010 | STVV               | 0     | -     | 1     | PSV          | Lens                                                                               |
| 24 juli 2010 | 1. FC Nürnberg     | 0     | -     | 1     | PSV          | Toivonen                                                                           |
| 31 juli 2010 | Newcastle United   | 2     | -     | 2     | PSV          | Dzsudzsák, Toivonen                                                                |

### Eredivisie
De Eredivisie startte voor PSV met de doorgaans lastige uitwedstrijd bij de Friezen van sc Heerenveen. De eerste thuiswedstrijd was de daaropvolgende week, tegen degradatiekandidaat De Graafschap. Op 24 oktober speelt PSV zijn tot dan toe beste wedstrijd van het seizoen, het wint met een schokkende 10 tegen 0 van Feyenoord Rotterdam.
| Datum/tijd            | Thuis   | Uitslag                          | Uit                                                                | Informatie |
| --------------------- | ------- | -------------------------------- | ------------------------------------------------------------------ | ---------- |
| 7 augustus 2010 20:45 |         |                                  |                                                                    |            |
| sc Heerenveen         | 1 - 3   | PSV                              | Abe Lenstra Stadion, Heerenveen Toeschouwers: 26.100 Arbiter: Vink |            |
| Kopic 63'             | (0 - 0) | Toivonen 52', 82' Engelaar 90+1' | Abe Lenstra Stadion, Heerenveen Toeschouwers: 26.100 Arbiter: Vink |            |

| Datum/tijd                                                  | Thuis   | Uitslag       | Uit                                                              | Informatie |
| ----------------------------------------------------------- | ------- | ------------- | ---------------------------------------------------------------- | ---------- |
| 14 augustus 2010 19:45                                      |         |               |                                                                  |            |
| PSV                                                         | 6 - 0   | De Graafschap | Philips Stadion, Eindhoven Toeschouwers: 33.600 Arbiter: Nijhuis |            |
| Dzsudzsak 5' Toivonen 25', 47', 55' Amrabat 80' Afellay 84' | (2 - 0) |               | Philips Stadion, Eindhoven Toeschouwers: 33.600 Arbiter: Nijhuis |            |

| Datum/tijd                | Thuis   | Uitslag        | Uit                                                                | Informatie |
| ------------------------- | ------- | -------------- | ------------------------------------------------------------------ | ---------- |
| 22 augustus 2010 16:30    |         |                |                                                                    |            |
| PSV                       | 3 - 1   | AZ             | Philips Stadion, Eindhoven Toeschouwers: 33.000 Arbiter: Braamhaar |            |
| Berg 43', 53' Afellay 90' | (1 - 0) | Falkenburg 50' | Philips Stadion, Eindhoven Toeschouwers: 33.000 Arbiter: Braamhaar |            |

| Datum/tijd             | Thuis   | Uitslag                  | Uit                                                                | Informatie |
| ---------------------- | ------- | ------------------------ | ------------------------------------------------------------------ | ---------- |
| 29 augustus 2010 14:30 |         |                          |                                                                    |            |
| ADO Den Haag           | 2 - 2   | PSV                      | Kyocera Stadion, Den Haag Toeschouwers: 11.334 Arbiter: Van Boekel |            |
| Derijck 56' Kubik 81'  | (0 - 1) | Afellay 8' Rodríguez 73' | Kyocera Stadion, Den Haag Toeschouwers: 11.334 Arbiter: Van Boekel |            |

| Datum/tijd                              | Thuis   | Uitslag      | Uit                                                                | Informatie |
| --------------------------------------- | ------- | ------------ | ------------------------------------------------------------------ | ---------- |
| 11 september 2010 19:45                 |         |              |                                                                    |            |
| PSV                                     | 3 - 1   | NEC          | Philips Stadion, Eindhoven Toeschouwers: 33.000 Arbiter: Haverkort |            |
| Koevermans 46' Afellay 63' Toivonen 69' | (0 - 1) | Goossens 38' | Philips Stadion, Eindhoven Toeschouwers: 33.000 Arbiter: Haverkort |            |

| Datum/tijd              | Thuis   | Uitslag | Uit                                                                       | Informatie |
| ----------------------- | ------- | ------- | ------------------------------------------------------------------------- | ---------- |
| 19 september 2010 14:30 |         |         |                                                                           |            |
| Roda JC                 | 0 - 0   | PSV     | Parkstad Limburg Stadion, Kerkrade Toeschouwers: 15.690 Arbiter: Liesveld |            |
|                         | (0 - 0) |         | Parkstad Limburg Stadion, Kerkrade Toeschouwers: 15.690 Arbiter: Liesveld |            |

| Datum/tijd              | Thuis   | Uitslag      | Uit                                                                 | Informatie |
| ----------------------- | ------- | ------------ | ------------------------------------------------------------------- | ---------- |
| 25 september 2010 19:45 |         |              |                                                                     |            |
| PSV                     | 1 - 1   | FC Groningen | Philips Stadion, Eindhoven Toeschouwers: 33.200 Arbiter: Van Hulten |            |
| Toivonen 63'            | (0 - 0) | García 88'   | Philips Stadion, Eindhoven Toeschouwers: 33.200 Arbiter: Van Hulten |            |

| Datum/tijd              | Thuis   | Uitslag   | Uit                                                             | Informatie |
| ----------------------- | ------- | --------- | --------------------------------------------------------------- | ---------- |
| 3 oktober 2010 16:30    |         |           |                                                                 |            |
| PSV                     | 3 - 0   | VVV-Venlo | Philips Stadion, Eindhoven Toeschouwers: 33.700 Arbiter: Bossen |            |
| Reis 56', 78' Bouma 63' | (0 - 0) |           | Philips Stadion, Eindhoven Toeschouwers: 33.700 Arbiter: Bossen |            |

| Datum/tijd                  | Thuis   | Uitslag                                    | Uit                                                                    | Informatie |
| --------------------------- | ------- | ------------------------------------------ | ---------------------------------------------------------------------- | ---------- |
| 17 oktober 2010 14:30       |         |                                            |                                                                        |            |
| Willem II                   | 2 - 4   | PSV                                        | Koning Willem II Stadion, Tilburg Toeschouwers: 12.500 Arbiter: Bossen |            |
| Landgren 10' Bouma e.d. 32' | (2 - 3) | Dzsudzsák 3' Lens 16' Afellay 44' Reis 52' | Koning Willem II Stadion, Tilburg Toeschouwers: 12.500 Arbiter: Bossen |            |

| Datum/tijd                                                                                       | Thuis   | Uitslag   | Uit                                                              | Informatie |
| ------------------------------------------------------------------------------------------------ | ------- | --------- | ---------------------------------------------------------------- | ---------- |
| 24 oktober 2010 14:30                                                                            |         |           |                                                                  |            |
| PSV                                                                                              | 10 - 0  | Feyenoord | Philips Stadion, Eindhoven Toeschouwers: 33.900 Arbiter: Nijhuis |            |
| Reis 24', 47', 59' Indi e.d. 39' Toivonen 49' Lens 55', 87' Dzsudzsák 62', pen. 77' Engelaar 69' | (2 - 0) |           | Philips Stadion, Eindhoven Toeschouwers: 33.900 Arbiter: Nijhuis |            |

| Datum/tijd            | Thuis | Uitslag                       | Uit                                                  | Informatie |
| --------------------- | ----- | ----------------------------- | ---------------------------------------------------- | ---------- |
| 27 oktober 2010 21:00 |       |                               |                                                      |            |
| Vitesse               | 0 - 2 | PSV                           | GelreDome, Arnhem Toeschouwers: 24.700 Arbiter: Vink |            |
|                       | 0 - 1 | 32' Reis 61' (pen.) Dzsudzsák | GelreDome, Arnhem Toeschouwers: 24.700 Arbiter: Vink |            |

| Datum/tijd            | Thuis | Uitslag    | Uit                                                           | Informatie |
| --------------------- | ----- | ---------- | ------------------------------------------------------------- | ---------- |
| 30 oktober 2010 21:00 |       |            |                                                               |            |
| PSV                   | 0 - 1 | FC Twente  | Philips Stadion, Eindhoven Toeschouwers: 34.300 Arbiter: Blom |            |
|                       | 0 - 0 | 60' Chadli | Philips Stadion, Eindhoven Toeschouwers: 34.300 Arbiter: Blom |            |

| Datum/tijd            | Thuis | Uitslag                            | Uit                                                                 | Informatie |
| --------------------- | ----- | ---------------------------------- | ------------------------------------------------------------------- | ---------- |
| 7 november 2010 14:30 |       |                                    |                                                                     |            |
| FC Utrecht            | 1 - 2 | PSV                                | Stadion Galgenwaard, Utrecht Toeschouwers: 20.461 Arbiter: Wegereef |            |
| Demouge 81'           | 0 - 1 | 25' Dzsudzsák 75' (pen.) Dzsudzsák | Stadion Galgenwaard, Utrecht Toeschouwers: 20.461 Arbiter: Wegereef |            |

| Datum/tijd                                  | Thuis | Uitslag                          | Uit                                                             | Informatie |
| ------------------------------------------- | ----- | -------------------------------- | --------------------------------------------------------------- | ---------- |
| 13 november 2010 21:00                      |       |                                  |                                                                 |            |
| PSV                                         | 4 - 2 | SBV Excelsior                    | Philips Stadion, Eindhoven Toeschouwers: 20.400 Arbiter: Bossen |            |
| Lens 19' Bouma 34' Toivonen 50' Marcelo 78' | 2 - 1 | 6' Bovenberg 70' Guyon Fernandez | Philips Stadion, Eindhoven Toeschouwers: 20.400 Arbiter: Bossen |            |

### Europa League

#### Play-offs
| Datum/tijd                           | Thuis   | Uitslag       | Uit                                                                 | Informatie |
| ------------------------------------ | ------- | ------------- | ------------------------------------------------------------------- | ---------- |
| 19 augustus 2010 14:00               |         |               |                                                                     |            |
| Sibir Novosibirsk                    | 1 - 0   | PSV           | Spartak Stadion, Novosibirsk Toeschouwers: 12.500 Arbiter: Skjerven |            |
| Shevchenko 39', 42' Degtyaryov 90+2' | (0 - 0) | Rodríguez 39' | Spartak Stadion, Novosibirsk Toeschouwers: 12.500 Arbiter: Skjerven |            |

| Datum/tijd                                            | Thuis   | Uitslag           | Uit                                                                  | Informatie |
| ----------------------------------------------------- | ------- | ----------------- | -------------------------------------------------------------------- | ---------- |
| 26 augustus 2010 19:30                                |         |                   |                                                                      |            |
| PSV                                                   | 5 - 0   | Sibir Novosibirsk | Philips Stadion, Eindhoven Toeschouwers: 20.900 Arbiter: Johannesson |            |
| Berg 38' Engelaar 56' Toivonen 63' Dzsudzsak 74', 90' | (1 - 0) |                   | Philips Stadion, Eindhoven Toeschouwers: 20.900 Arbiter: Johannesson |            |

#### Groepsfase
| Datum/tijd              | Thuis   | Uitslag        | Uit                                                              | Informatie |
| ----------------------- | ------- | -------------- | ---------------------------------------------------------------- | ---------- |
| 16 september 2010 21:00 |         |                |                                                                  |            |
| PSV                     | 1 - 1   | Sampdoria      | Philips Stadion, Eindhoven Toeschouwers: 17.400 Arbiter: Kircher |            |
| Dzsudzsak 90'           | (0 - 1) | 25' Cacciatore | Philips Stadion, Eindhoven Toeschouwers: 17.400 Arbiter: Kircher |            |

| Datum/tijd              | Thuis   | Uitslag                       | Uit                                                            | Informatie |
| ----------------------- | ------- | ----------------------------- | -------------------------------------------------------------- | ---------- |
| 30 september 2010 19:00 |         |                               |                                                                |            |
| Metalist Charkov        | 0 - 2   | PSV                           | Metaliststadion, Charkov Toeschouwers: 25,000 Arbiter: Chapron |            |
| Villagra 27'            | (0 - 2) | 27' (pen.) Dzsudzsak 30' Berg | Metaliststadion, Charkov Toeschouwers: 25,000 Arbiter: Chapron |            |

### KNVB beker
| Datum/tijd                        | Thuis   | Uitslag           | Uit                                                               | Informatie |
| --------------------------------- | ------- | ----------------- | ----------------------------------------------------------------- | ---------- |
| 22 september 2010 20:45           |         |                   |                                                                   |            |
| PSV                               | 3 - 0   | Sparta Rotterdam  | Philips Stadion, Eindhoven Toeschouwers: 11.000 Arbiter: Makkelie |            |
| Koevermans 13', 90+2' Nijland 89' | (1 - 0) | 9', 52' Slijngard | Philips Stadion, Eindhoven Toeschouwers: 11.000 Arbiter: Makkelie |            |

### Oefenwedstrijden
| Datum/tijd                 | Thuis   | Uitslag     | Uit                                                      | Informatie |
| -------------------------- | ------- | ----------- | -------------------------------------------------------- | ---------- |
| 2 september 2010           |         |             |                                                          |            |
| PSV                        | 2 - 0   | Club Brugge | Philips Stadion, Eindhoven Toeschouwers: 0 Arbiter: Onb. |            |
| Marcelo 53' Koevermans 60' | (0 - 0) |             | Philips Stadion, Eindhoven Toeschouwers: 0 Arbiter: Onb. |            |

## Statistieken

### Team
| Legenda | Legenda   |
| ------- | --------- |
| G       | Gespeeld  |
| T       | Thuis     |
| N       | Neutraal  |
| U       | Uit       |
| W       | Winst     |
| G       | Gelijk    |
| V       | Verlies   |
| DS      | Doelsaldo |

|                      | Eredivisie | Eur. League | KNVB beker | Vriendsch. | Totaal |
| -------------------- | ---------- | ----------- | ---------- | ---------- | ------ |
| G                    | 19         | 8           | 3          | 12         | 42     |
| T                    | 10         | 4           | 2          | 3          | 19     |
| N                    | 0          | 0           | 0          | 0          | 0      |
| U                    | 9          | 4           | 1          | 9          | 23     |
| W                    | 12         | 5           | 3          | 11         | 31     |
| T                    | 8          | 2           | 2          | 3          | 15     |
| N                    | 0          | 0           | 0          | 0          | 0      |
| U                    | 4          | 3           | 1          | 8          | 16     |
| G                    | 5          | 2           | 0          | 1          | 8      |
| T                    | 1          | 2           | 0          | 0          | 3      |
| N                    | 0          | 0           | 0          | 0          | 0      |
| U                    | 4          | 0           | 0          | 1          | 5      |
| V                    | 2          | 1           | 0          | 0          | 3      |
| T                    | 1          | 0           | 0          | 0          | 1      |
| N                    | 0          | 0           | 0          | 0          | 0      |
| U                    | 1          | 1           | 0          | 0          | 2      |
| Gele kaarten         | 25         | 10          | 2          | 4          | 41     |
| Tweede gele kaarten  | 1          | 0           | 0          | 0          | 1      |
| Rode kaarten         | 2          | 1           | 0          | 0          | 3      |
| Doelpunten vóór      | 52         | 15          | 9          | 52         | 128    |
| Doelpunten tegen     | 19         | 4           | 1          | 6          | 30     |
| DS                   | +33        | +11         | +8         | +46        | +98    |
| Géén tegendoelpunten | 7          | 4           | 2          | 8          | 21     |

### Spelers
| Nr.                                                                                       | Naam            | Eredivisie 2010/11          | Eredivisie 2010/11     | Eredivisie 2010/11 | Eredivisie 2010/11  | Eredivisie 2010/11 | UEFA Europa League 2010/11     | UEFA Europa League 2010/11 | UEFA Europa League 2010/11 | UEFA Europa League 2010/11 | UEFA Europa League 2010/11 | KNVB beker 2010/11          | KNVB beker 2010/11     | KNVB beker 2010/11 | KNVB beker 2010/11  | KNVB beker 2010/11 | Vriendschappelijk/oefen              | Vriendschappelijk/oefen | Vriendschappelijk/oefen | Vriendschappelijk/oefen | Vriendschappelijk/oefen | Totaal alle wedstrijden  | Totaal alle wedstrijden | Totaal alle wedstrijden            | Totaal alle wedstrijden | Totaal alle wedstrijden | Totaal alle wedstrijden |
| Keepers                                                                                   | Keepers         | Gespeelde minuten           | Aantal tegendoelpunten | Gele kaarten       | Tweede gele kaarten | Rode kaarten       | Gespeelde minuten              | Aantal tegendoelpunten     | Gele kaarten               | Tweede gele kaarten        | Rode kaarten               | Gespeelde minuten           | Aantal tegendoelpunten | Gele kaarten       | Tweede gele kaarten | Rode kaarten       | Gespeelde minuten                    | Aantal tegendoelpunten  | Gele kaarten            | Tweede gele kaarten     | Rode kaarten            | Gespeelde minuten        | Aantal tegendoelpunten  | Minuten:seconden per tegendoelpunt | Gele kaarten            | Tweede gele kaarten     | Rode kaarten            |
| ----------------------------------------------------------------------------------------- | --------------- | --------------------------- | ---------------------- | ------------------ | ------------------- | ------------------ | ------------------------------ | -------------------------- | -------------------------- | -------------------------- | -------------------------- | --------------------------- | ---------------------- | ------------------ | ------------------- | ------------------ | ------------------------------------ | ----------------------- | ----------------------- | ----------------------- | ----------------------- | ------------------------ | ----------------------- | ---------------------------------- | ----------------------- | ----------------------- | ----------------------- |
| 1                                                                                         | A. Isaksson     | 1722                        | 16                     | 0                  | 0                   | 0                  | 653                            | 4                          | 0                          | 0                          | 0                          | 188                         | 1                      | 0                  | 0                   | 0                  | 461                                  | 3                       | 0                       | 0                       | 0                       | 3024                     | 24                      | 126:00                             | 0                       | 0                       | 0                       |
| 31                                                                                        | Cássio R.       | 58                          | 3                      | 0                  | 0                   | 0                  | 94                             | 0                          | 0                          | 0                          | 0                          | 90                          | 0                      | 0                  | 0                   | 0                  | 460                                  | 2                       | 0                       | 0                       | 0                       | 702                      | 5                       | 140:40                             | 0                       | 0                       | 0                       |
| 41                                                                                        | J. Zoet         | 0                           | 0                      | 0                  | 0                   | 0                  | 0                              | 0                          | 0                          | 0                          | 0                          | 0                           | 0                      | 0                  | 0                   | 0                  | 92                                   | 0                       | 0                       | 0                       | 0                       | 92                       | 0                       | -                                  | 0                       | 0                       | 0                       |
| 61                                                                                        | B. Castro       | 0                           | 0                      | 0                  | 0                   | 0                  | 0                              | 0                          | 0                          | 0                          | 0                          | 0                           | 0                      | 0                  | 0                   | 0                  | 93                                   | 1                       | 0                       | 0                       | 0                       | 93                       | 1                       | 93:00                              | 0                       | 0                       | 0                       |
| Verdedigers                                                                               | Verdedigers     | Gespeelde minuten           | Aantal doelpunten      | Gele kaarten       | Tweede gele kaarten | Rode kaarten       | Gespeelde minuten              | Aantal doelpunten          | Gele kaarten               | Tweede gele kaarten        | Rode kaarten               | Gespeelde minuten           | Aantal doelpunten      | Gele kaarten       | Tweede gele kaarten | Rode kaarten       | Gespeelde minuten                    | Aantal doelpunten       | Gele kaarten            | Tweede gele kaarten     | Rode kaarten            | Gespeelde minuten        | Aantal doelpunten       | Minuten:seconden per doelpunt      | Gele kaarten            | Tweede gele kaarten     | Rode kaarten            |
| 2                                                                                         | Marcelo         | 865                         | 1                      | 1                  | 0                   | 0                  | 683                            | 0                          | 2                          | 0                          | 0                          | 278                         | 0                      | 0                  | 0                   | 0                  | 231                                  | 1                       | 0                       | 0                       | 0                       | 2057                     | 2                       | 1028:00                            | 3                       | 0                       | 0                       |
| 4                                                                                         | F. Rodríguez    | 758                         | 1                      | 1                  | 0                   | 0                  | 209                            | 0                          | 0                          | 0                          | 1                          | 181                         | 0                      | 0                  | 0                   | 0                  | 217                                  | 0                       | 0                       | 0                       | 0                       | 1365                     | 1                       | 1365:00                            | 1                       | 0                       | 1                       |
| 5                                                                                         | J. Vukovic      | 264                         | 0                      | 0                  | 0                   | 1                  | 234                            | 0                          | 0                          | 0                          | 0                          | 62                          | 0                      | 0                  | 0                   | 0                  | 594                                  | 0                       | 0                       | 0                       | 0                       | 1154                     | 0                       | -                                  | 0                       | 0                       | 1                       |
| 14                                                                                        | E. Pieters      | 1767                        | 0                      | 2                  | 0                   | 0                  | 684                            | 0                          | 2                          | 0                          | 0                          | 120                         | 0                      | 1                  | 0                   | 0                  | 569                                  | 2                       | 0                       | 0                       | 0                       | 3140                     | 2                       | 1570:00                            | 5                       | 0                       | 0                       |
| 18                                                                                        | W. Bouma        | 1164                        | 2                      | 3                  | 0                   | 0                  | 391                            | 0                          | 2                          | 0                          | 0                          | 97                          | 0                      | 0                  | 0                   | 0                  | 422                                  | 0                       | 0                       | 0                       | 0                       | 2074                     | 2                       | 1037:00                            | 5                       | 0                       | 0                       |
| 25                                                                                        | S. Manolev      | 589                         | 0                      | 1                  | 0                   | 0                  | 279                            | 0                          | 0                          | 0                          | 0                          | 155                         | 0                      | 0                  | 0                   | 0                  | 649                                  | 0                       | 0                       | 0                       | 0                       | 1672                     | 0                       | -                                  | 1                       | 0                       | 0                       |
| JP                                                                                        | I. Najah        | 0                           | 0                      | 0                  | 0                   | 0                  | 0                              | 0                          | 0                          | 0                          | 0                          | 0                           | 0                      | 0                  | 0                   | 0                  | 157                                  | 0                       | 0                       | 0                       | 0                       | 157                      | 0                       | -                                  | 0                       | 0                       | 0                       |
| --                                                                                        | C. Salcido*     | 0                           | 0                      | 0                  | 0                   | 0                  | 0                              | 0                          | 0                          | 0                          | 0                          | 0                           | 0                      | 0                  | 0                   | 0                  | 65                                   | 0                       | 0                       | 0                       | 0                       | 65                       | 0                       | -                                  | 0                       | 0                       | 0                       |
| Middenvelders                                                                             | Middenvelders   | Gespeelde minuten           | Aantal doelpunten      | Gele kaarten       | Tweede gele kaarten | Rode kaarten       | Gespeelde minuten              | Aantal doelpunten          | Gele kaarten               | Tweede gele kaarten        | Rode kaarten               | Gespeelde minuten           | Aantal doelpunten      | Gele kaarten       | Tweede gele kaarten | Rode kaarten       | Gespeelde minuten                    | Aantal doelpunten       | Gele kaarten            | Tweede gele kaarten     | Rode kaarten            | Gespeelde minuten        | Aantal doelpunten       | Minuten:seconden per doelpunt      | Gele kaarten            | Tweede gele kaarten     | Rode kaarten            |
| 8                                                                                         | O. Engelaar     | 1326                        | 2                      | 2                  | 1                   | 0                  | 653                            | 2                          | 1                          | 0                          | 0                          | 182                         | 1                      | 0                  | 0                   | 0                  | 630                                  | 1                       | 0                       | 0                       | 0                       | 2791                     | 6                       | 465:10                             | 3                       | 0                       | 0                       |
| 13                                                                                        | A. Hutchinson   | 1686                        | 0                      | 2                  | 0                   | 0                  | 641                            | 0                          | 0                          | 0                          | 0                          | 209                         | 0                      | 0                  | 0                   | 0                  | 442                                  | 0                       | 0                       | 0                       | 0                       | 2978                     | 0                       | -                                  | 2                       | 0                       | 0                       |
| 15                                                                                        | S. Wuytens      | 14                          | 0                      | 0                  | 0                   | 0                  | 109                            | 1                          | 0                          | 0                          | 0                          | 200                         | 0                      | 0                  | 0                   | 0                  | 606                                  | 0                       | 0                       | 0                       | 0                       | 929                      | 1                       | 929:00                             | 0                       | 0                       | 0                       |
| 20                                                                                        | I. Afellay**    | 1481                        | 6                      | 3                  | 0                   | 0                  | 549                            | 1                          | 0                          | 0                          | 0                          | 97                          | 0                      | 0                  | 0                   | 0                  | 0                                    | 0                       | 0                       | 0                       | 0                       | 2127                     | 7                       | 303:52                             | 3                       | 0                       | 0                       |
| 23                                                                                        | F. Ojo          | 72                          | 0                      | 0                  | 0                   | 0                  | 12                             | 0                          | 0                          | 0                          | 0                          | 0                           | 0                      | 0                  | 0                   | 0                  | 501                                  | 0                       | 1                       | 0                       | 0                       | 585                      | 0                       | -                                  | 1                       | 0                       | 0                       |
| 24                                                                                        | Z. Labyad       | 5                           | 0                      | 0                  | 0                   | 0                  | 0                              | 0                          | 0                          | 0                          | 0                          | 14                          | 0                      | 0                  | 0                   | 0                  | 254                                  | 3                       | 0                       | 0                       | 0                       | 273                      | 3                       | 91:00                              | 0                       | 0                       | 0                       |
| 28                                                                                        | O. Bakkal       | 603                         | 0                      | 4                  | 0                   | 0                  | 154                            | 0                          | 0                          | 0                          | 0                          | 175                         | 0                      | 0                  | 0                   | 0                  | 624                                  | 0                       | 0                       | 0                       | 0                       | 1556                     | 0                       | -                                  | 4                       | 0                       | 0                       |
| JP                                                                                        | M. Ritzmaier    | 0                           | 0                      | 0                  | 0                   | 0                  | 0                              | 0                          | 0                          | 0                          | 0                          | 0                           | 0                      | 0                  | 0                   | 0                  | 150                                  | 1                       | 0                       | 0                       | 0                       | 150                      | 1                       | 150:00                             | 0                       | 0                       | 0                       |
| JP                                                                                        | A. Tamata       | 0                           | 0                      | 0                  | 0                   | 0                  | 94                             | 0                          | 0                          | 0                          | 0                          | 00                          | 0                      | 0                  | 0                   | 0                  | 0                                    | 0                       | 0                       | 0                       | 0                       | 94                       | 0                       | -                                  | 0                       | 0                       | 0                       |
| --                                                                                        | T. Simons*      | 0                           | 0                      | 0                  | 0                   | 0                  | 0                              | 0                          | 0                          | 0                          | 0                          | 0                           | 0                      | 0                  | 0                   | 0                  | 457                                  | 1                       | 0                       | 0                       | 0                       | 457                      | 1                       | 457:00                             | 0                       | 0                       | 0                       |
| Vleugelspelers                                                                            | Vleugelspelers  | Gespeelde minuten           | Aantal doelpunten      | Gele kaarten       | Tweede gele kaarten | Rode kaarten       | Gespeelde minuten              | Aantal doelpunten          | Gele kaarten               | Tweede gele kaarten        | Rode kaarten               | Gespeelde minuten           | Aantal doelpunten      | Gele kaarten       | Tweede gele kaarten | Rode kaarten       | Gespeelde minuten                    | Aantal doelpunten       | Gele kaarten            | Tweede gele kaarten     | Rode kaarten            | Gespeelde minuten        | Aantal doelpunten       | Minuten:seconden per doelpunt      | Gele kaarten            | Tweede gele kaarten     | Rode kaarten            |
| 11                                                                                        | N. Amrabat      | 138                         | 1                      | 1                  | 0                   | 0                  | 202                            | 0                          | 0                          | 0                          | 0                          | 187                         | 1                      | 1                  | 0                   | 0                  | 619                                  | 5                       | 2                       | 0                       | 0                       | 1146                     | 7                       | 163:43                             | 4                       | 0                       | 0                       |
| 22                                                                                        | B. Dzsudzsák    | 1763                        | 10                     | 0                  | 0                   | 0                  | 542                            | 5                          | 1                          | 0                          | 0                          | 180                         | 1                      | 0                  | 0                   | 0                  | 522                                  | 4                       | 0                       | 0                       | 0                       | 3007                     | 20                      | 150:21                             | 1                       | 0                       | 0                       |
| JP                                                                                        | J. Bourdouxhe   | 0                           | 0                      | 0                  | 0                   | 0                  | 0                              | 0                          | 0                          | 0                          | 0                          | 0                           | 0                      | 0                  | 0                   | 0                  | 184                                  | 0                       | 0                       | 0                       | 0                       | 184                      | 0                       | -                                  | 0                       | 0                       | 0                       |
| JP                                                                                        | J. Kromkamp     | 0                           | 0                      | 0                  | 0                   | 0                  | 0                              | 0                          | 0                          | 0                          | 0                          | 0                           | 0                      | 0                  | 0                   | 0                  | 46                                   | 0                       | 0                       | 0                       | 0                       | 46                       | 0                       | -                                  | 0                       | 0                       | 0                       |
| JP                                                                                        | Y. Mokhtar      | 0                           | 0                      | 0                  | 0                   | 0                  | 0                              | 0                          | 0                          | 0                          | 0                          | 0                           | 0                      | 0                  | 0                   | 0                  | 92                                   | 0                       | 0                       | 0                       | 0                       | 92                       | 0                       | -                                  | 0                       | 0                       | 0                       |
| JP                                                                                        | R. Sabajo       | 0                           | 0                      | 0                  | 0                   | 0                  | 0                              | 0                          | 0                          | 0                          | 0                          | 0                           | 0                      | 0                  | 0                   | 0                  | 286                                  | 1                       | 0                       | 0                       | 0                       | 286                      | 1                       | 286:00                             | 0                       | 0                       | 0                       |
| --                                                                                        | R. Manco*       | 0                           | 0                      | 0                  | 0                   | 0                  | 0                              | 0                          | 0                          | 0                          | 0                          | 0                           | 0                      | 0                  | 0                   | 0                  | 0                                    | 0                       | 0                       | 0                       | 0                       | 0                        | 0                       | -                                  | 0                       | 0                       | 0                       |
| --                                                                                        | M. Zonneveld*   | 0                           | 0                      | 0                  | 0                   | 0                  | 0                              | 0                          | 0                          | 0                          | 0                          | 0                           | 0                      | 0                  | 0                   | 0                  | 46                                   | 0                       | 0                       | 0                       | 0                       | 46                       | 0                       | -                                  | 0                       | 0                       | 0                       |
| Aanvallers                                                                                | Aanvallers      | Gespeelde minuten           | Aantal doelpunten      | Gele kaarten       | Tweede gele kaarten | Rode kaarten       | Gespeelde minuten              | Aantal doelpunten          | Gele kaarten               | Tweede gele kaarten        | Rode kaarten               | Gespeelde minuten           | Aantal doelpunten      | Gele kaarten       | Tweede gele kaarten | Rode kaarten       | Gespeelde minuten                    | Aantal doelpunten       | Gele kaarten            | Tweede gele kaarten     | Rode kaarten            | Gespeelde minuten        | Aantal doelpunten       | Minuten:seconden per doelpunt      | Gele kaarten            | Tweede gele kaarten     | Rode kaarten            |
| 6                                                                                         | M. Berg***      | 691                         | 4                      | 0                  | 0                   | 0                  | 500                            | 2                          | 1                          | 0                          | 0                          | 181                         | 1                      | 0                  | 0                   | 0                  | 111                                  | 0                       | 0                       | 0                       | 0                       | 1483                     | 7                       | 211:52                             | 1                       | 0                       | 0                       |
| 7                                                                                         | O. Toivonen     | 1504                        | 11                     | 2                  | 0                   | 0                  | 648                            | 3                          | 1                          | 0                          | 0                          | 91                          | 1                      | 0                  | 0                   | 0                  | 496                                  | 9                       | 0                       | 0                       | 0                       | 2739                     | 24                      | 114:08                             | 3                       | 0                       | 0                       |
| 9                                                                                         | J. Lens         | 1446                        | 5                      | 3                  | 0                   | 0                  | 557                            | 0                          | 0                          | 0                          | 0                          | 91                          | 0                      | 0                  | 0                   | 0                  | 448                                  | 4                       | 0                       | 0                       | 0                       | 2542                     | 9                       | 282:26                             | 3                       | 0                       | 0                       |
| 10                                                                                        | D. Koevermans   | 268                         | 1                      | 0                  | 0                   | 0                  | 40                             | 0                          | 0                          | 0                          | 0                          | 187                         | 3                      | 0                  | 0                   | 0                  | 617                                  | 6                       | 0                       | 0                       | 0                       | 1112                     | 10                      | 111:12                             | 0                       | 0                       | 0                       |
| 16                                                                                        | S. Nijland      | 0                           | 0                      | 0                  | 0                   | 0                  | 0                              | 0                          | 0                          | 0                          | 0                          | 97                          | 1                      | 0                  | 0                   | 0                  | 472                                  | 5                       | 1                       | 0                       | 0                       | 569                      | 6                       | 94:50                              | 1                       | 0                       | 0                       |
| 30                                                                                        | J. Reis         | 774                         | 8                      | 0                  | 0                   | 1                  | 234                            | 1                          | 0                          | 0                          | 0                          | 0                           | 0                      | 0                  | 0                   | 0                  | 492                                  | 8                       | 0                       | 0                       | 0                       | 1500                     | 17                      | 88:14                              | 0                       | 0                       | 1                       |
| Totalen                                                                                   | Totalen         | Gespeelde Eredivisieminuten | Aantal doelpunten      | Gele kaarten       | Tweede gele kaarten | Rode kaarten       | Gespeelde Europa Leagueminuten | Aantal doelpunten          | Gele kaarten               | Tweede gele kaarten        | Rode kaarten               | Gespeelde KNVB bekerminuten | Aantal doelpunten      | Gele kaarten       | Tweede gele kaarten | Rode kaarten       | Gespeelde vriendschappelijke minuten | Aantal doelpunten       | Gele kaarten            | Tweede gele kaarten     | Rode kaarten            | Totaal gespeelde minuten | Aantal doelpunten       | Minuten:seconden per doelpunt      | Gele kaarten            | Tweede gele kaarten     | Rode kaarten            |
| Selectietotalen                                                                           | Selectietotalen | 1780                        | 52                     | 25                 | 1                   | 2                  | 747                            | 15                         | 10                         | 0                          | 1                          | 278                         | 9                      | 2                  | 0                   | 0                  | 1106                                 | 52                      | 4                       | 0                       | 0                       | 3911                     | 126                     | 31:02                              | 41                      | 1                       | 3                       |
| Gegevens bijgewerkt tot en met 22 december 2010 (Roda JC Kerkrade 1 - 3 PSV, KNVB beker); |                 |                             |                        |                    |                     |                    |                                |                            |                            |                            |                            |                             |                        |                    |                     |                    |                                      |                         |                         |                         |                         |                          |                         |                                    |                         |                         |                         |
| * = vertrokken in de zomertransferperiode;                                                |                 |                             |                        |                    |                     |                    |                                |                            |                            |                            |                            |                             |                        |                    |                     |                    |                                      |                         |                         |                         |                         |                          |                         |                                    |                         |                         |                         |
| ** = vertrokken in wintertransferperiode;                                                 |                 |                             |                        |                    |                     |                    |                                |                            |                            |                            |                            |                             |                        |                    |                     |                    |                                      |                         |                         |                         |                         |                          |                         |                                    |                         |                         |                         |
| *** = gehuurd;                                                                            |                 |                             |                        |                    |                     |                    |                                |                            |                            |                            |                            |                             |                        |                    |                     |                    |                                      |                         |                         |                         |                         |                          |                         |                                    |                         |                         |                         |
| JP = speelt bij jeugd/Jong PSV;                                                           |                 |                             |                        |                    |                     |                    |                                |                            |                            |                            |                            |                             |                        |                    |                     |                    |                                      |                         |                         |                         |                         |                          |                         |                                    |                         |                         |                         |
| Bijwerken opgeschort tot einde seizoen, gegevens worden wel verzameld.                    |                 |                             |                        |                    |                     |                    |                                |                            |                            |                            |                            |                             |                        |                    |                     |                    |                                      |                         |                         |                         |                         |                          |                         |                                    |                         |                         |                         |

## Trivia
- Het was voor het eerst in de geschiedenis, dat PSV tijdens de eerste thuiswedstrijd zes keer scoorde.
- Op zondag 24 oktober scoorde PSV 10 doelpunten tegen Feyenoord, wat resulteerde in een historische nederlaag in de Eredivisie van 10-0 voor de club uit Rotterdam.
- Het honderdste doelpunt voor PSV in dit seizoen werd gemaakt door Balázs Dzsudzsák uit een strafschop in de 61e minuut in de uitwedstrijd tegen Vitesse (0-2).
- PSV wint op woensdag 12 januari 2011 tijdens het trainingskamp in La Manga de Trofeo Carabela de Plata Ciudad de Cartagena, tijdens een oefenduel werd FC Cartagena met 0-1 verslagen door een benutte penalty van Stef Nijland.